# Anatolia
Anatolia (del griego Aνατολή Anatolḗ, 'oriente, levante'; Anadolu en turco), llamada también  Asia Menor, es una península de Asia, bañada al norte por las aguas del mar Negro y al sur y al oeste por el Mediterráneo. Ubicada en Oriente Próximo, se separa de Europa por los estrechos del Bósforo y de los Dardanelos. Hoy día pertenece a Turquía. Si bien sus límites orientales son algo imprecisos e incluso imaginarios, su área se estima en unos 756 000 km².

Anatolia

Por ser Anatolia una región montañosa, ha sido históricamente reducto militar de varios pueblos. Entre otros, del Imperio hitita, Arzawa, la Liga Assuwa, Troya, Éfeso, Pérgamo, Frigia, Lidia, Licia, Bitinia, Paflagonia, el Ponto, Galacia, Capadocia y Comagene, la provincia romana de Asia, el Reino Armenio de Cilicia, el Imperio bizantino, Imperio selyúcida y el Imperio otomano; además de los pueblos griego, armenio, turco, asirio, árabe, persa y judío, entre otros. Asimismo, por su posición geográfica, ha sido tradicionalmente un lugar de paso y conexión entre Europa y Asia, Occidente y Oriente.

## Definición geográfica

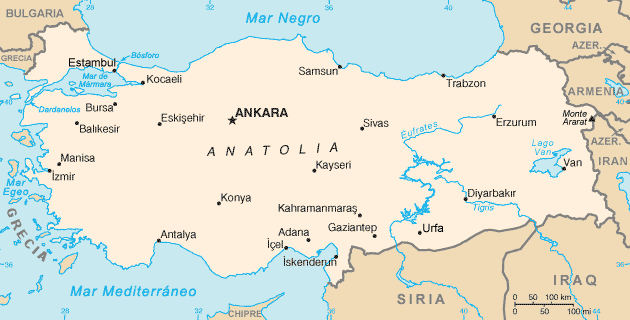
Mapa de Turquía, que incluye la península de Anatolia.

La península de Anatolia, también llamada Asia Menor, está limitada por el mar Negro, al norte; por el mar Mediterráneo, al sur; por el mar Egeo, al oeste; y por el mar de Mármara hacia el noroeste, que separa Anatolia de Tracia en Europa. En la Antigua Grecia se conocía como Asia a la parte occidental de la península, extendiéndose posteriormente el nombre a todo el continente, por lo que la península fue llamada Asia Menor.

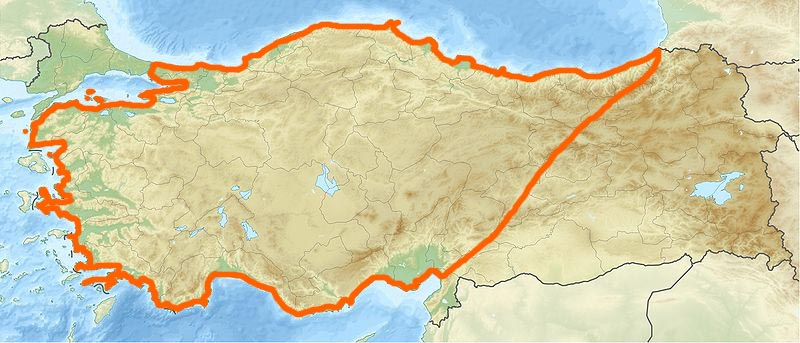
Límites de Anatolia en la Turquía moderna.

El límite oriental de la península es sumamente impreciso. Tradicionalmente, Anatolia se considera que se extiende en el este hasta una línea recta imaginaria e indefinida que va desde el golfo de İskenderun hasta el mar Negro, colindante con la meseta de Anatolia. Se utiliza esta definición geográfica tradicional, por ejemplo, en la última edición del Diccionario Geográfico de Merriam-Webster, así como en la comunidad arqueológica. En virtud de esta definición, Anatolia está limitada en el levante por el Altiplano Armenio y el río Éufrates, antes de que el río vire hacia el sureste para entrar en Mesopotamia. En el sureste, está limitada por las cordilleras que la separan del valle de Orontes, en Siria (región) y la llanura mesopotámica.
Sin embargo, tras el establecimiento de la República de Turquía, Anatolia fue definida por el Gobierno turco como efectivamente colindante con la Turquía asiática. En 1941, el Primer Congreso de Geografía de Turquía creó dos regiones al este de la línea del golfo de Iskenderun-mar Negro llamándolas región de Anatolia Oriental y región de Anatolia Suroriental, la primera corresponde en gran medida con la parte occidental del Altiplano Armenio, y la última con la parte septentrional de la llanura mesopotámica. Esta definición más amplia de Anatolia ha conseguido una aceptación generalizada fuera de Turquía y, por ejemplo, ha sido adoptada por la Encyclopædia Britannica y otras enciclopedias y publicaciones de referencia general.

## Etimología
La referencia más antigua conocida de Anatolia —como «Tierra de los Hititas»— fue encontrada en las tablillas cuneiformes de Mesopotamia de la época del Imperio acadio (2350-2150 a. C.).[cita requerida] El primer nombre que los griegos usaron para la península de Anatolia fue Ἀσία (Asia), presumiblemente a partir del nombre de la liga Assuwa en Anatolia occidental.[cita requerida] Cuando el nombre de Asia llegó a extenderse en la Antigüedad tardía a otras áreas al este del Mediterráneo, el nombre de Anatolia se especificó como Μικρὰ Ἀσία (Mikrá Asía) o Asia Menor.
El nombre Anatolia deriva del griego ἀνατολή (anatolḗ) que significa «el Este» o más literalmente, «amanecer», comparable a los términos derivados latinos «levante» y «oriente». La referencia precisa de este término ha variado con el tiempo, tal vez originalmente se refería a las colonias eolias, jónicas y dóricas en la costa occidental de Asia Menor.  En el Imperio Bizantino, el Thema Anatólico (Aνατολικόν θέμα) fue un thema que abarca la parte occidental y central de la actual Región de Anatolia Central. La forma turca moderna de Anatolia es Anadolu, que deriva de nuevo del nombre griego Aνατολή (Anatolḗ). El nombre masculino ruso Anatoly y el francés Anatole comparten el mismo origen lingüístico.
En inglés el nombre de Turquía de la antigua Anatolia apareció por primera vez hacia 1369. Se deriva del latín medieval Turchia (que significa «Tierra de los turcos», turco: Türkiye), que fue utilizado originalmente por los europeos para definir las partes de Anatolia controladas por los selyúcidas después de la batalla de Manzikert.

## Geografía

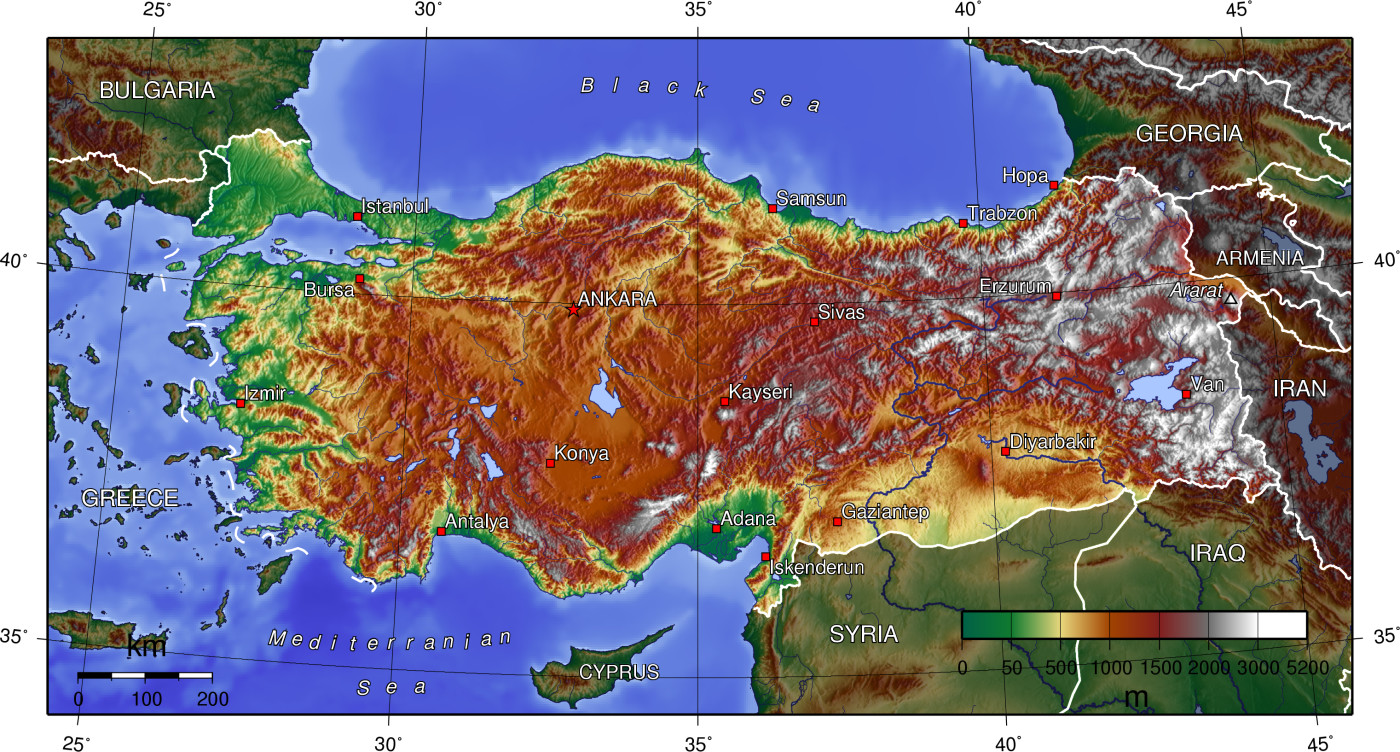
Mapa topográfico de Turquía.

Limita al norte con el mar Negro, al este con las cadenas montañosas del Tauro y los montes Antitauro, al sur con el mar Mediterráneo y al oeste con los mares Egeo y de Mármara. El estrecho de Bósforo y el estrecho de los Dardanelos la separan de Europa. Se ubica en la región de Oriente Próximo.
El terreno de Anatolia es geográficamente complejo. Un macizo central compuesto por zonas elevadas y otras hundidas, cubierto por depósitos recientes y dando la apariencia de una meseta de terreno áspero, se encuentra entre dos cordilleras plegadas que convergen hacia el levante. Las zonas de tierras bajas se reducen a unas franjas costeras estrechas a lo largo del mar Negro y costas de mar Mediterráneo. Es rara la zona de tierras llanas o suavemente inclinadas, confinadas a los deltas del río Kizilirmak, las llanuras costeras de Çukurova, y los valles del río Gediz y del río Büyük Menderes, y algunas llanuras altas interiores, principalmente alrededor de Tuz Gölü (el lago de Sal) y Konya Ovası (la llanura de Konya).

## Historia

### Origen y antigüedad

Regiones de Anatolia en la antigüedad.

Anatolia ha visto desarrollarse varias culturas desde la prehistoria. Entre los yacimientos del Neolítico destacan Çatalhöyük, Çayönü, Nevalı Çori, Hacilar, Göbekli Tepe y Mersin.
La ocupación del yacimiento mítico de la Troya, ubicado en el poniente de Anatolia, también se inició durante el Neolítico.
Entre las civilizaciones y los pueblos que se asentaron o conquistaron Anatolia cabe mencionar: los hititas, los frigios, los cimerios, los persas, los gálatas, los celtas, los griegos. los romanos, los armenios, los godos, el Imperio bizantino y el otomano. En esta península ocurrió la famosa guerra de Troya, en la que según la leyenda una unión de griegos dirigidos por Agamenón venció a los troyanos dirigidos por Héctor.
El oriente de Anatolia contiene las más antiguas estructuras monumentales del mundo. Por ejemplo, las estructuras monumentales de Göbekli Tepe fueron construidas por cazadores y recolectores mil años antes del desarrollo de la agricultura. Esta parte de Asia Menor es una región del corazón de la revolución neolítica, una de las primeras áreas en las que los humanos domesticaron plantas y animales. Sitios neolíticos como Çatalhöyük, Çayönü, Nevalı Çori y Hacilar representan parte de los pueblos agricultores más antiguos del mundo conocidos. Los primeros registros históricos de Anatolia son del Imperio acadio con Sargón en el siglo XXIV antes de Cristo. La región era famosa por exportación de diversas materias primas. El Imperio asirio comerció con estos recursos, especialmente con plata. Uno de los registros cuneiformes asirios encontrados en Anatolia, en Kanesh, utiliza un avanzado sistema de cálculos comerciales.
A diferencia de los acadios y los asirios, cuyas posesiones en Asia Menor fueron periféricas respecto a sus tierras centrales en Mesopotamia, los hititas se centraron en Hattusa en el noroeste de Anatolia central. Ellos fueron los hablantes de una lengua indoeuropea conocida como la «lengua de Nesa». Originarios de Nesa, conquistaron Hattusa en el siglo XVIII antes de Cristo, imponiéndose en una población de habla hurrita. Durante la Edad del Bronce, crearon un imperio, el Imperio Nuevo hitita, que alcanzó su apogeo en el siglo XIV antes de Cristo. El imperio abarcaba gran parte de Anatolia, al noroeste de Siria y Mesopotamia superior. Después del 1180 a. C., el imperio se desintegró en varios estados independientes neohititas. La Antigua Anatolia es subdividida por los estudiosos modernos en diversas regiones como Lidia, Licia, Caria, Misia, Bitinia, Frigia, Galacia, Licaonia, Pisidia, Paflagonia, Cilicia y Capadocia.
A partir del colapso del final de la Edad del Bronce, la costa occidental de Anatolia fue poblada por griegos jónicos. Durante varios siglos, numerosas ciudades-estado griegas se establecieron en las costas de Anatolia. Los griegos iniciaron la filosofía occidental en la costa occidental de Asia Menor (la filosofía presocrática). En el siglo VI antes de Cristo, la mayor parte de Anatolia fue conquistada por el Imperio aqueménida. En el siglo IV a. C., Alejandro Magno conquistó la península. Después de su muerte y la disolución de su imperio, Anatolia quedó gobernada por una serie de reinos helenísticos. Doscientos años más tarde, el poniente y centro de Anatolia estuvo bajo control romano, pero continuó siendo fuertemente influenciada por la cultura helenista. En el siglo I antes de Cristo, los armenios establecieron el reino armenio en Tigran, que reinó durante gran parte del levante de Anatolia entre el mar Caspio, el Negro y el Mediterráneo.
Anatolia es conocida como la cuna de la moneda como medio de cambio (en algún momento del siglo VII a. C.), que floreció durante las épocas griega y romana.

### Periodos medieval y renacentista

Frontera árabe-bizantina a mitad del siglo IX

Después de la división del Imperio romano, Anatolia se convirtió en parte del Imperio romano oriental, o Imperio bizantino. El control bizantino fue desafiado por las incursiones árabes desde el siglo VII, pero en los siglos IX y X en un resurgimiento del Imperio bizantino, este recupera sus territorios perdidos e incluso se expandió más allá de sus fronteras tradicionales, en Armenia y Siria. Después de la batalla de Manzikert en 1071, los turcos selyúcidas avanzaron a través de Asia Menor, quedando casi conquistada en 1080.
La lengua turca y religión islámica se introdujeron gradualmente como resultado de la conquista selyúcida. Este período marcó el comienzo de la lenta transición de Anatolia de mayoría cristiana y griega de habla, a ser de mayoría musulmana y de habla turca. En el siglo siguiente, los bizantinos lograron reafirmar su control en el oeste y el norte de Anatolia. El control de Asia Menor se dividió entre el Imperio bizantino y el sultanato selyúcida de Rum, con los territorios bizantinos reduciéndose gradualmente. En 1255, los mongoles se extendieron por el centro y el este de Anatolia, y permanecerían hasta 1335. La guarnición del Iljanato se estacionó cerca de Ankara.
A finales del siglo XIV, la mayor parte de la península estuvo controlada por los beylicatos de Anatolia. Los beylicatos turcomanos estaban bajo el control de los mongoles, al menos nominalmente, durante la decadencia de los sultanes selyúcidas. Los beylicatos no acuñaron monedas con los nombres de sus propios líderes mientras permanecieron bajo la soberanía del Iljanato. Osman fue el primer gobernante turco que acuñó monedas con su propio nombre en 1320, con la inscripción «acuñada por el hijo de Osman de Ertugul». Dado que, en la práctica, la acuñación de monedas era una prerrogativa concedida en los territorios islámicos sólo para los soberanos, se puede considerar que Osman se independizó de los mongoles.
Después de la caída del Iljanato en torno al 1335-1353, el legado del Imperio mongol en la región fue el uigur Eretna, dinastía que fue derrocada por Kadi Burhan al-Din en 1381. Entre los turcomanos líderes de los otomanos surgió un gran poder en torno a Osman y su hijo Orhan I. Esmirna fue conquistada en 1330, y la última posesión bizantina, Filadelfia (la actual Alasehir), cayó en 1390. Los beylicatos de Anatolia fueron a su vez absorbidos por el aumento del Imperio otomano en el siglo XV. Los otomanos completaron la conquista de la península en 1517 con la toma de Halicarnaso (Bodrum) de los Caballeros de San Juan.

### Los tiempos modernos

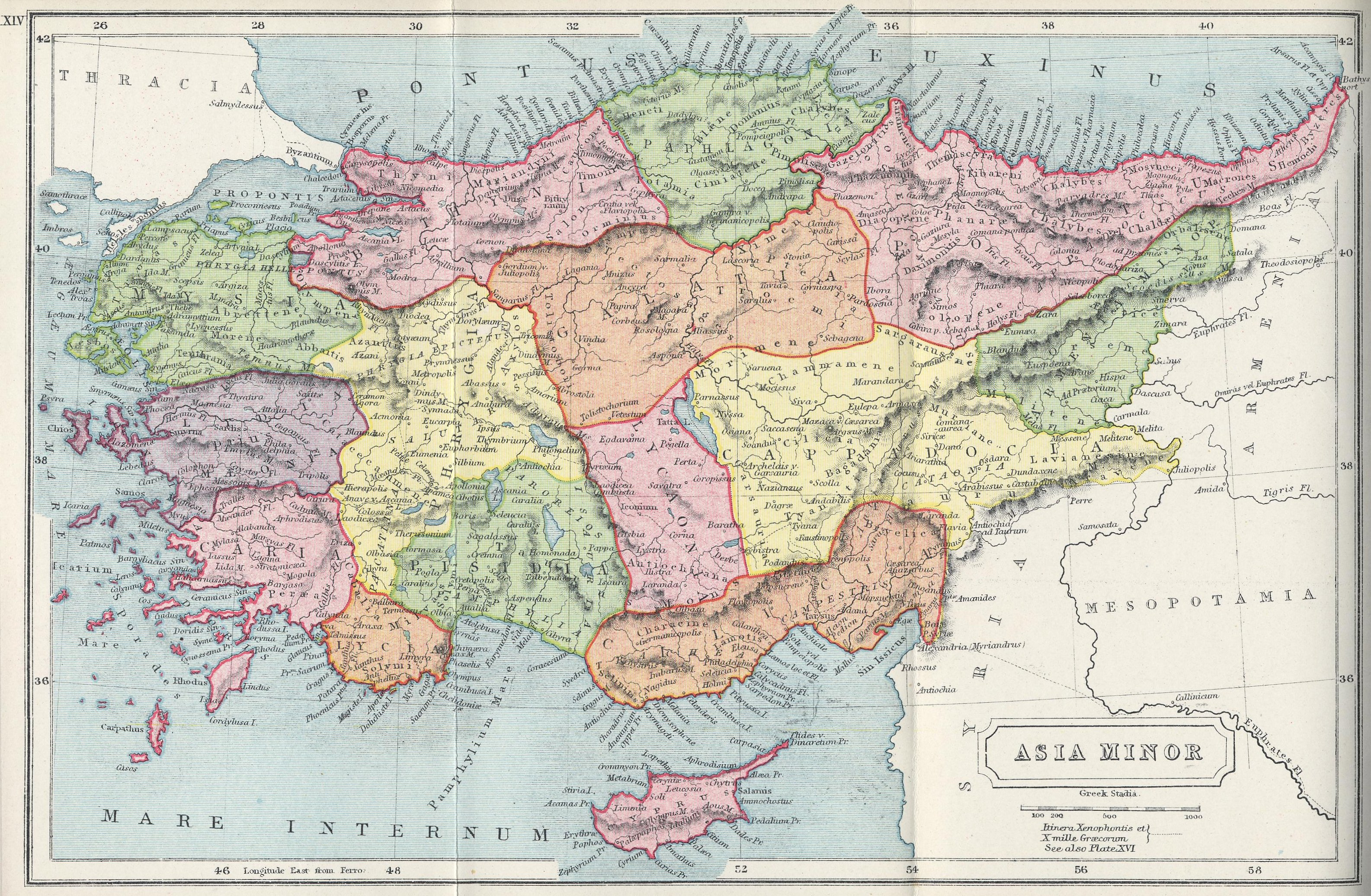
Mapa de Asia Menor (1907) que muestra los antiguos reinos locales,

Con el comienzo de la lenta decadencia del Imperio otomano en el siglo XIX, y como resultado de las políticas expansionistas de la Rusia zarista en el Cáucaso, muchas de las naciones musulmanas y los grupos en esa región, principalmente circasianos, tártaros, azeríes, lezguinos, chechenos, y varios grupos turcos abandonaron sus tierras ancestrales y se establecieron en Anatolia. A medida que el Imperio otomano seguía fragmentándose durante la guerra de los Balcanes, gran parte de la población no-cristiana de sus antiguas posesiones, sobre todo a los musulmanes de los Balcanes, acudieron en masa a Anatolia y fueron reubicados en distintos lugares, sobre todo en los antiguos pueblos cristianos a lo largo de la península.
Anatolia se mantuvo multiétnica hasta principios del siglo XX. Con la partición del Imperio otomano y después de la guerra greco-turca (1919-1922), todos los grupos étnicos griegos restantes en Anatolia fueron expulsados durante el intercambio de población entre Grecia y Turquía en 1923. Asia Menor pasó a ser el núcleo principal de la nueva República de Turquía, fundada en 1923, siendo sus habitantes principalmente turcos y kurdos.

## Enlaces
- Wikimedia Commons alberga una categoría multimedia sobre Anatolia.
- Wikimedia Commons alberga una galería multimedia sobre Anatolia.

- Datos: Q51614
- Multimedia: Anatolia / Q51614